# Klejbor’s Entertainment Factory

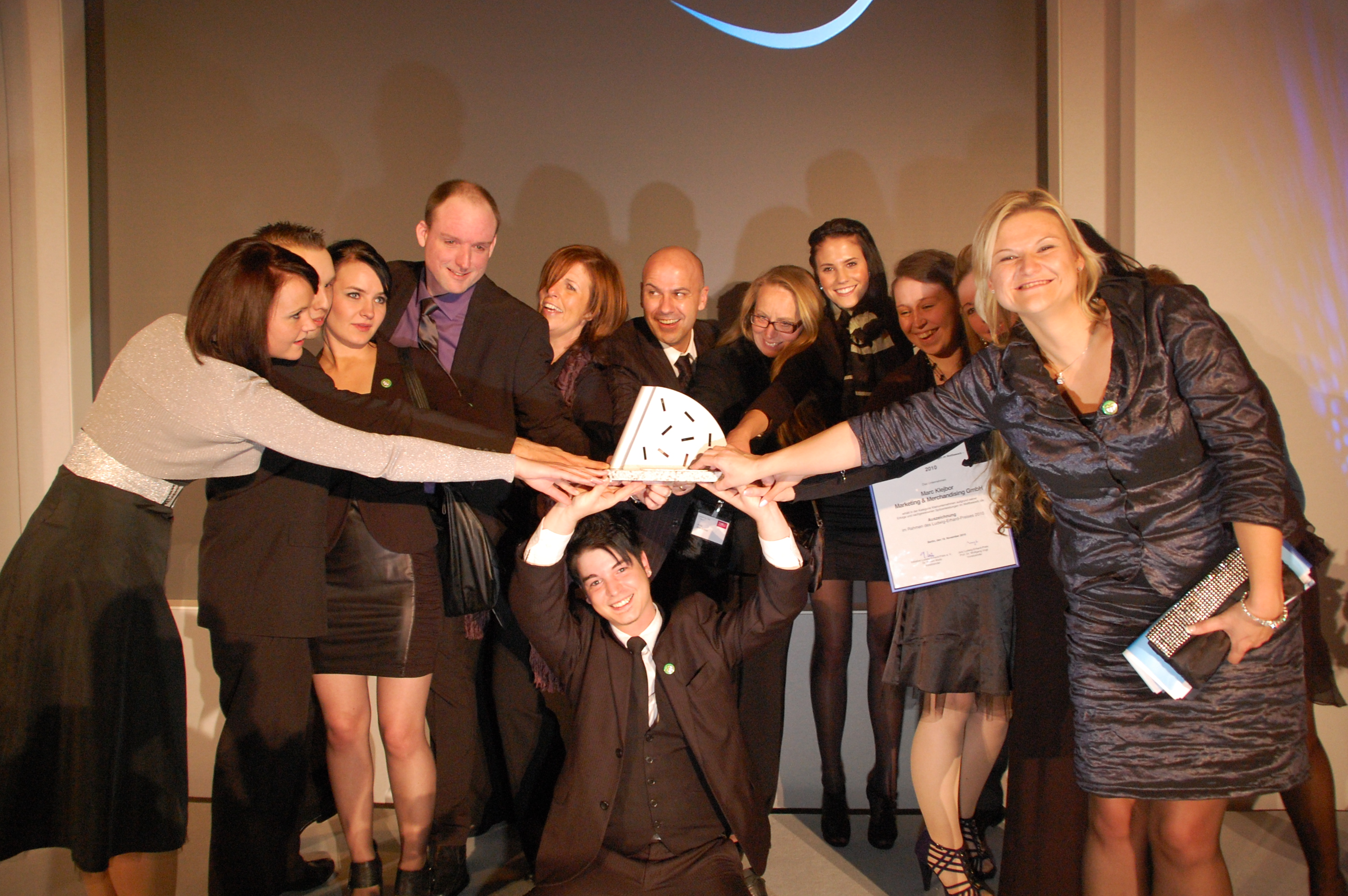
Marc Klejbor (Mitte oben) und Team beim Ludwig-Erhard-Preis 2010, Berlin

Die Klejbor’s Entertainment Factory (kurz:  das Klejbor’s) war ein Gastronomiebetrieb des Typs Großraumdiskothek in Eschweiler in Nordrhein-Westfalen.

## Geschichte
Gegründet wurde die Klejbor’s Entertainment Factory 1998 von Marc Klejbor und seiner Ehefrau Sabine, die das Unternehmen bis 2018 als Teil der KBO Group führten. Seit 2005 war das Unternehmen IHK-Ausbildungsbetrieb und bildete unter anderem Fachleute für Systemgastronomie, Veranstaltungskaufleute und Kaufleute für Bürokommunikation aus. 2008 wurde die Klejbor’s Entertainment Factory als erste Diskothek weltweit nach ISO 9001 zertifiziert. Für sein Qualitätsmanagement wurde das Unternehmen beim Ludwig-Erhard-Preis 2010 ausgezeichnet.
Am 1. Januar 2019 (Silvesterparty 2018) wurde der Betrieb eingestellt.

## Unternehmen
Als multifunktionales Unterhaltungszentrum vereinte das Klejbor’s mehrere Musikbereiche, Bars und ein Restaurant. Der Innenbereich hatte rund 2.500 Quadratmeter, der Außenbereich (Beachclub) ca. 2.000 Quadratmeter Fläche. Das Unternehmen beschäftigte rund 147 Mitarbeiter, darunter 13 Auszubildende. Jährlich besuchten ca. 150.000 Gäste das Klejbor’s.

## Auszeichnungen
- 2009: Auszeichnung mit dem „Discounternehmerpreis 2009“ durch den Bundesverband deutscher Discotheken und Tanzbetriebe e. V. (BDT) im Deutschen Hotel- und Gaststättenverband (DEHOGA)[7]
- 2010: Auszeichnung beim Ludwig-Erhard-Preis der Initiative Ludwig-Erhard-Preis (ILEP) als „Bestes mittelständisches Unternehmen“ in der Kategorie „Kleine Unternehmen bis 100 Mitarbeiter“[8]